# کلیولند (فلوریدا)
کلیولند (به انگلیسی: Cleveland) یک منطقهٔ مسکونی در ایالات متحده آمریکا است که در شهرستان شارلوت، فلوریدا واقع شده‌است. کلیولند ۱۴٫۸ کیلومتر مربع مساحت و ۲٬۹۹۰ نفر جمعیت دارد و ۲ متر بالاتر از سطح دریا واقع شده‌است.